# 菅井梅関

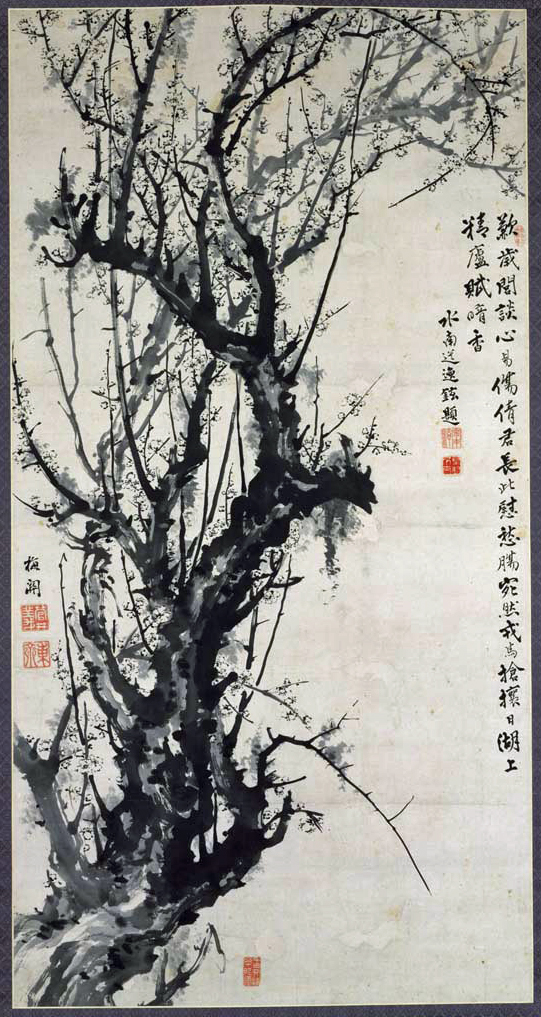
墨梅図 東京国立博物館

菅井 梅関（すがい ばいかん、天明4年10月27日（1784年12月9日） - 天保15年1月11日（1844年2月28日））は江戸時代後期の文人画家。菊田伊洲・東東洋・小池曲江とともに仙台四大画家と称揚される。
名は岳・智義、字を岳輔・正卿、号ははじめ東斎としたが梅館・梅関に改めた。奥州仙台の生まれ。

## 略歴
仙台柳町の老舗茶舗「名取屋」を家業とする鈴木氏の長男に生まれた。しかし、幼少より画を好んだので、家督を弟に譲ってひたすら画の修行を行った。日々、菅原道真の神像を描いて励みとし、鈴木姓から菅井姓に改姓。初号を東斎とした。
瑞鳳寺住職の古梁紹岷（南山禅師）に詩・書・画の手ほどきを受け、古梁に従って塩釜・松島に遊ぶ。また遊歴の画人として知られる仙台藩絵師根本常南に就いて画を学び、雙林寺 (渋川市)では「涅槃図」の合作を行っている。更に、南蘋派風の花鳥画や岸派風の虎図、司馬江漢のような洋風画も残しており、様々な流派を貪欲に学んでいたことがわかる。
画才を認めた常南に江戸行を勧められ、谷文晁の門戸を叩いたが文晁の北宗画風が受け入れられず、同郷の画家東東洋を頼って京都に上り、古画の鑑賞や臨模を熱心に行った。骨董商で偶然目にした扇面図に強く惹かれ、この図が長崎に滞在している清の画人江稼圃の作と知るとすぐさま長崎行きを決意。
長崎では稼圃に実力を見いだされ、画法・書法のみならず文人として必要な詩文・経学の知識・教養まで親しく教授された。また弟の江芸閣にも詩・書・画の指導を受けている。以来、京坂を往来しながらも長崎には十数年滞在。木下逸雲・諸熊秋琴・水野眉川・竜梅泉らと交友。長崎に遊歴した田能村竹田や頼山陽とも知り合う。梅関が長崎を辞するとき師の稼圃は梅関に墨梅図を描かせ、後に清国に持ち帰ったという。このとき師の恩義に報いようと号を東斎から梅関に改めた。
文政6年（1823年）頃には大坂御堂筋瓦町に居を構え、頼山陽を中心とする笑社の浦上春琴・篠崎小竹・岡田半江をはじめ、金井烏洲・八木巽処らとも交友。天保元年（1830年）には山陽宅の水西荘にてその居宅風景を描き山陽の詩を添えて「水西荘図巻」として合作した。梅関の山水図は当時釧雲泉と並称されるほど名声があり、また豪快で荒々しい筆致の墨梅図が高く評価された。
母が没し弟が失明したと報を受けて帰郷する。涌谷領主の伊達桂園に仕え、僧・古梁紹岷、画人・東東洋、儒者・大槻磐渓、蘭医・佐々木中沢らよき理解者らと親交を結ぶ。しかし、盲目の弟とその家族を支える生活は厳しく、折からの飢饉も加わって貧窮を堪え忍ばざるを得なかった。このような事情のためか梅関は生涯を独身で過ごした。文人としての矜持をもって過ごすも、支援者・理解者の相次ぐ訃報に接し、ついに心が折れ天保15年（1844年）正月、自ら井戸に身を投げて自殺。享年61。葛岡正雲寺（仙台市）に墓所がある。弟子に養子でもあった菅井田龍など。

## 刊行
- 『梅関詩集』

## 作品
| 作品名           | 技法         | 形状・員数 | 寸法（縦x横cm） | 所有者                          | 年代               | 落款・印章                                                                                              | 備考 |
| ---------------- | ------------ | ---------- | --------------- | ------------------------------- | ------------------ | --- | --- |
| 涅槃図           |              |            | 263x335         | 雙林寺 (渋川市)                 |                    | | 渋川市指定文化財。根本常南との合作。                                                                                   |
| 猛虎図           | 絹本著色     | 1幅        | 96.8x38.5       | 瑞巌寺                          | 1811年（文化8年）  | 款記「辛未仲冬寫／仙臺東齋」/「黙堂」朱文方印                                                           | |
| 高士観瀑図       |              |            |                 | 仙台市博物館                    | 1813年（文化10年） | | |
| 三界居録         |              |            |                 | 仙台市博物館 東北大学附属図書館 |                    | | |
| 雪中夜梅図       | 絹本淡彩     | 1幅        | 141.7x40.8      | 瑞巌寺                          |                    | 款記「倣稼圃老人筆意／梅館」/「仙臺東齋」白文方印・「菅井岳輔」朱文方印                                 | |
| 千岳万峰図       | 紙本墨画淡彩 | 1幅        | 139.4x36.9      | 東北歴史博物館                  | 1823年（文政6年）  | 款記「癸未晩春／梅館」/「仙臺東齋」白文方印・「菅井岳輔」朱文方印・「讀書餘暇」白文長方印               | |
| 寒光雪峰図       | 絹本墨画     | 1幅        | 37.3x89.8       | 大倉集古館                      | 1828年（文政12年） | 款記「寒光雪峰／己丑年仲夏法元人筆意／梅関」/「字正卿」白文方印・「仙台東斎」白文方印                   | |
| 唐人物図         | 絹本墨画     | 1幅        | 66.0x34.9       | 東北歴史博物館                  | 1829年（文政13年） | | |
| 夏冬山水図屏風   | 紙本淡彩     | 六曲一双   |                 | 個人                            | 1837年（天保8年）  | | |
| 叭々鳥図         | 絹本墨画淡彩 | 1幅        | 124.7x51.0      | 東京芸術大学大学美術館          | 1840年（天保11年） | 款記「庚子正月初午／写於茶芳書屋／梅関岳」/「梅関□□」白文方印・「菅岳之印」朱文方印                     | |
| 水亭午翠図       |              | 1幅        | 107.8x36.7      | 仙台市博物館                    | 1842年（天保13年） | | 仙台市指定文化財 |
| 江頭幽趣図       |              |            |                 | 仙台市博物館                    | 1843年（天保14年） | | |
| 舊城朝鮮古梅之図 | 紙本墨画     | 1幅        | 174.5x92.0      | 仙台市博物館                    |                    | 款記「舊城朝鮮古梅之圖／梅関菅岳」/「菅井義」白文方印・「東斎」朱文方印・「千古交情平（処）酒」白文方印 | 舊（旧）城とは伊達政宗が晩年を過ごした若林城を指し、朝鮮古梅も政宗が文禄・慶長の役の際持ち帰って植えたという梅のこと。 |
| 雪梅図           |              |            |                 | 仙台市博物館                    |                    | | |
| 梅月図           | 絹本墨画     | 1幅        | 162.0x89.0      | 仙台市博物館                    |                    | 款記「梅関」/「菅岳之印」朱文方印・「梅関艸衣」白文方印                                                 | |
| 墨梅図           | 絹本墨画     | 1幅        | 123.2x35.7      | 東北歴史博物館                  |                    | | |
| 浅絳山水図       | 絹本墨画淡彩 | 1幅        | 131.4x28.9      | 東北歴史博物館                  |                    | | |
| 山水図           | 紙本墨画淡彩 | 1幅        | 28.5x21.3       | 東北歴史博物館                  |                    | | |
| 飛瀑図           | 紙本墨画淡彩 | 1幅        | 102.3x42.1      | 東北歴史博物館                  |                    | | |
| 竜図             | 絹本墨画     | 1幅        | 89.2x36.2       | 東北歴史博物館                  |                    | | |
| 棕櫚図           | 紙本墨画淡彩 | 1幅        | 130.6x56.7      | 東北歴史博物館                  |                    | | |
| 山中訪友図       | 紙本墨画淡彩 | 1幅        | 132.2x47.2      | 東北歴史博物館                  |                    | | |
| 米法山水図       | 紙本墨画淡彩 | 1幅        | 175.1x80.4      | 東北歴史博物館                  |                    | | |
| 夏景山水図       | 紙本墨画淡彩 | 1幅        | 170.5x94.7      | 東北歴史博物館                  |                    | | |
| 牡丹猫図         | 絹本著色     | 1幅        | 101.1x32.9      | 東北歴史博物館                  |                    | | |
| 墨松図           | 紙本墨画     | 1幅        | 132.0x56.0      | 常総市（坂野家美術品）          |                    | | |
| 墨梅図           | 紙本墨画     | 1幅        | 175.7x92.1      | 東京国立博物館                  |                    | | 宮本篁村賛 |
| 江の島図         | 絹本著色     | 1幅        | 38.8x81.9       | 神戸市立博物館                  |                    | | |